# 國家電視獎
國家電視獎（National Television Awards）是一項英國電視獎項，發起於1995年，由獨立電視網（ITV）播出。由於結果是由公眾投票選出，國家電視獎成為最突出的頒獎典禮，而且贏家不是被授予「最佳」，而是「最受歡迎」。頒獎典禮船用在每年的10月舉行，特雷弗·麦克唐纳主持。2009年沒有舉行頒獎典禮，之後由德莫特·歐萊瑞繼續主持。2010年1月的頒獎典禮在The O2舉行。
2006年10月31日頒獎典禮的類別有：Entertainment Presenter, TV Contender, Entertainment Programme, Reality Programme, Drama, Serial Drama (soap opera), Newcomer, Actor, Actress, Quiz Programme, Daytime Programme, Comedy 和 Factual Programme。選出的流程是：先由ITV提名每個類別下的候選人，之後由觀眾通過簡訊、官方網站和電話投票向類別下的項目投票。2010年以前頒獎典禮在皇家阿爾伯特音樂廳舉行，之後改到O2 Arena舉行，並由ITV播出。這個節目有時直播，有時錄播，如果錄播結果會早就被英國媒體廣泛報導。
不像英國電影和電視藝術學院獎等獎項，國家電視獎允許提名在英國播出的外國節目。比如，美國電視劇《絕望的主婦》被提名在2005年最流行戲劇類別。

## 外部連結
- 官方網站（页面存档备份，存于）
- Indigo Television（页面存档备份，存于） - Producers of the awards show